# Ottone Francesco d'Asburgo-Lorena
Ottone Francesco Giuseppe Carlo Ludovico Maria d'Asburgo-Lorena, Arciduca d'Austria (Graz, 21 aprile 1865 – Vienna, 1º novembre 1906), fratello di Francesco Ferdinando, è stato il padre dell'imperatore Carlo I.

## Biografia
Otto era il figlio dell'Arciduca Carlo Ludovico d'Austria, e della sua seconda moglie, la principessa Maria Annunziata di Borbone-Due Sicilie. Suo padre era il fratello minore dell'imperatore Francesco Giuseppe I. Nel 1889 suo padre divenne l'erede al trono dell'impero dopo la morte del nipote, l'arciduca Rodolfo.
Perse la madre all'età di sei anni e venne educato, insieme al fratello Francesco Ferdinando, dal barone Alfred Ludwig von Degenfeld. Non era interessato allo studio ma preferiva gli scherzi. Era il favorito del padre, il che contribuì a render difficile il rapporto tra i due fratelli.
Alla morte di suo padre, nel 1896, il fratello di Otto, Francesco Ferdinando, divenne effettivamente l'erede presunto al trono austro-ungarico. Al momento della morte del padre, Francesco Ferdinando era stato malato di tubercolosi e si ipotizzava che avrebbe rinunciato ai suoi diritti, portando Otto diventare l'erede. Tuttavia, ciò non accadde.

### Matrimonio
Il 2 ottobre 1886 sposa, su pressione della famiglia, Maria Giuseppina di Sassonia, figlia di Giorgio di Sassonia e di Maria Anna del Portogallo.

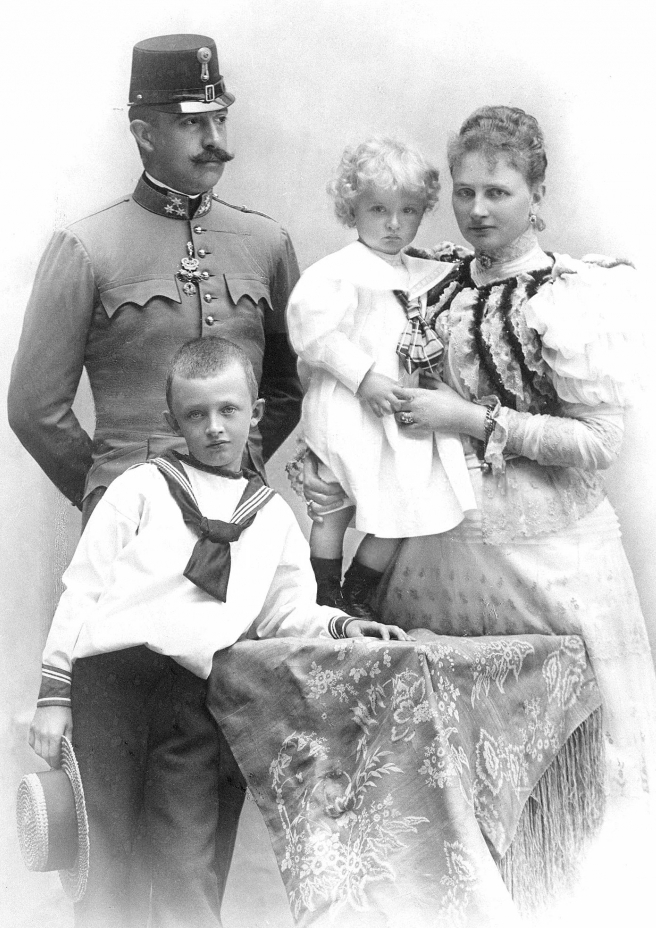
L'arciduca Ottone con la moglie ed i figli.

Ottone Francesco e Maria Giuseppina ebbero due figli:
- Carlo I d'Austria (1887–1922), ultimo Imperatore d'Austria-Ungheria;
- Massimiliano Eugenio (1895–1952).

Ebbe inoltre due figli adulterini da una certa Marie Schleinzer:
- Alfred Joseph von Hortenau (1892–1957);
- Hildegard von Hortenau (1894–?).

### Morte
Intorno al 1900, Otto contrasse la sifilide. Si ritirò dalla vita pubblica e trascorse un anno in Egitto, dove trovò un recupero temporaneo. Ritornò in Austria, dove si ammalò di nuovo. Negli ultimi mesi della sua vita, visse in una villa nel sobborgo viennese di Währing. Era gravemente malato, ed era assistito dalla sua ultima amante, Louise Robinson, usando lo pseudonimo di Suor Martha, e dalla sua matrigna, l'infanta Maria Teresa del Portogallo. Morì il 1º novembre 1906, alla presenza del suo consigliere spirituale, Godfried Marschall, vescovo ausiliare di Vienna.
Il rifugio Erzherzog-Otto-Schutzhaus sul Rax, nella Bassa Austria, porta il suo nome.

## Ascendenza
|                                    |                               |                                          | Genitori                                   |  |  | Nonni |  |  | Bisnonni              |  |  | Trisnonni             |  |
|                                    |                               |                                          |                                            |  |  |       |  |  | Francesco I d'Austria |  |  | Leopoldo II d'Austria |  |
|                                    |                               |                                          |                                            |  |  |       |  |  | Francesco I d'Austria |  |  | Leopoldo II d'Austria |  |
|                                    |                               | Maria Luisa di Spagna                    |                                            |  |  |       |  |  | Francesco I d'Austria |  |  |                       |  |
| Francesco Carlo d'Asburgo-Lorena   |                               |                                          |                                            |  |  |       |  |  | Francesco I d'Austria |  |  |                       |  |
|                                    |                               | Maria Teresa di Napoli e Sicilia         | Ferdinando IV di Napoli e III di Sicilia   |  |  |       |  |  |                       |  |  |                       |  |
|                                    |                               | Maria Teresa di Napoli e Sicilia         | Ferdinando IV di Napoli e III di Sicilia   |  |  |       |  |  |                       |  |  |                       |  |
|                                    |                               | Maria Teresa di Napoli e Sicilia         | Maria Carolina d'Austria                   |  |  |       |  |  |                       |  |  |                       |  |
| Carlo Ludovico d'Asburgo-Lorena    |                               | Maria Teresa di Napoli e Sicilia         |                                            |  |  |       |  |  |                       |  |  |                       |  |
|                                    |                               | Massimiliano I Giuseppe di Baviera       | Federico Michele di Zweibrücken-Birkenfeld |  |  |       |  |  |                       |  |  |                       |  |
|                                    |                               | Massimiliano I Giuseppe di Baviera       | Federico Michele di Zweibrücken-Birkenfeld |  |  |       |  |  |                       |  |  |                       |  |
|                                    |                               | Massimiliano I Giuseppe di Baviera       | Maria Francesca del Palatinato-Sulzbach    |  |  |       |  |  |                       |  |  |                       |  |
| Sofia di Baviera                   |                               | Massimiliano I Giuseppe di Baviera       |                                            |  |  |       |  |  |                       |  |  |                       |  |
|                                    |                               | Carolina di Baden                        | Carlo Luigi di Baden                       |  |  |       |  |  |                       |  |  |                       |  |
|                                    |                               | Carolina di Baden                        | Carlo Luigi di Baden                       |  |  |       |  |  |                       |  |  |                       |  |
|                                    |                               | Carolina di Baden                        | Amalia d'Assia-Darmstadt                   |  |  |       |  |  |                       |  |  |                       |  |
| Ottone Francesco d'Asburgo-Lorena  |                               | Carolina di Baden                        |                                            |  |  |       |  |  |                       |  |  |                       |  |
|                                    | Francesco I delle Due Sicilie | Ferdinando IV di Napoli e III di Sicilia |                                            |  |  |       |  |  |                       |  |  |                       |  |
|                                    | Francesco I delle Due Sicilie | Ferdinando IV di Napoli e III di Sicilia |                                            |  |  |       |  |  |                       |  |  |                       |  |
|                                    | Francesco I delle Due Sicilie | Maria Carolina d'Austria                 |                                            |  |  |       |  |  |                       |  |  |                       |  |
| Ferdinando II delle Due Sicilie    | Francesco I delle Due Sicilie |                                          |                                            |  |  |       |  |  |                       |  |  |                       |  |
|                                    |                               | Maria Isabella di Spagna                 | Carlo IV di Spagna                         |  |  |       |  |  |                       |  |  |                       |  |
|                                    |                               | Maria Isabella di Spagna                 | Carlo IV di Spagna                         |  |  |       |  |  |                       |  |  |                       |  |
|                                    |                               | Maria Isabella di Spagna                 | Maria Luisa di Parma                       |  |  |       |  |  |                       |  |  |                       |  |
| Maria Annunziata delle Due Sicilie |                               | Maria Isabella di Spagna                 |                                            |  |  |       |  |  |                       |  |  |                       |  |
|                                    |                               | Carlo d'Asburgo-Teschen                  | Leopoldo II d'Austria                      |  |  |       |  |  |                       |  |  |                       |  |
|                                    |                               | Carlo d'Asburgo-Teschen                  | Leopoldo II d'Austria                      |  |  |       |  |  |                       |  |  |                       |  |
|                                    |                               | Carlo d'Asburgo-Teschen                  | Maria Luisa di Spagna                      |  |  |       |  |  |                       |  |  |                       |  |
| Maria Teresa d'Austria             |                               | Carlo d'Asburgo-Teschen                  |                                            |  |  |       |  |  |                       |  |  |                       |  |
|                                    |                               | Enrichetta di Nassau-Weilburg            | Federico Guglielmo di Nassau-Weilburg      |  |  |       |  |  |                       |  |  |                       |  |
|                                    |                               | Enrichetta di Nassau-Weilburg            | Federico Guglielmo di Nassau-Weilburg      |  |  |       |  |  |                       |  |  |                       |  |
|                                    |                               | Enrichetta di Nassau-Weilburg            | Luisa Isabella di Kirchberg                |  |  |       |  |  |                       |  |  |                       |  |
|                                    |                               | Enrichetta di Nassau-Weilburg            |                                            |  |  |       |  |  |                       |  |  |                       |  |